# ده شیر (تفت)
ده شیر روستایی در دهستان دهشیر بخش مرکزی شهرستان تفت استان یزد ایران است.

## جمعیت
بر پایه سرشماری عمومی نفوس و مسکن در سال ۱۳۹۵ جمعیت این روستا ۱٬۳۲۰ نفر (۴۳۷خانوار) بوده‌است.